# Dino Liviero
Dino Liviero (Castelfranco Veneto, 30 maggio 1938 – Coccau, 6 maggio 1970) è stato un ciclista su strada italiano.
Professionista tra il 1959 e il 1964, nel 1962 indossò per un giorno la maglia rosa al Giro d'Italia grazie alla vittoria nella prima tappa.
Morì a soli 31 anni, vittima di un incidente stradale, in galleria.

## Palmarès
- 1958 (dilettanti)

La Popolarissima
Trofeo Piva
- 1960 (Torpado, una vittoria)

Giro di Campania
- 1962 (Torpado, due vittorie)

G.P. Cemab - Mirandola
1ª tappa Giro d'Italia (Milano > Tabiano Terme)

## Piazzamenti

### Grandi Giri
- Giro d'Italia

1960: 74º
1961: ritirato
1962: ritirato
1963: ritirato
1964: 84º

### Classiche monumento
- Milano-Sanremo

1961: 6º
1962: 51º
1963: 36º
1964: 23º
- Giro di Lombardia

1959: 117º
1960: 106º